# Make You Feel My Love
Make You Feel My Love ist ein Rocksong von Bob Dylan. Er erschien 1997 auf dem Album Time Out of Mind.

## Entstehung und Veröffentlichung
Das Lied wurde vom Interpreten selbst getextet, komponiert und produziert. Die Produktion tätigte er dabei unter dem Pseudonym Jack Frost, darüber hinaus bekam Dylan dabei Unterstützung durch Daniel Lanois.
Das Stück wurde am 30. September 1997 bei Columbia Records als Teil von Dylans 30. Studioalbum Time Out of Mind (Katalognummer: CK 68556) veröffentlicht.

## Coverversionen

### Billy Joel
1997 nahm Billy Joel eine Coverversion des Liedes für sein Album Greatest Hits Volume III auf, das noch vor Dylans Time Out of Mind im August veröffentlicht wurde. Es wurde als erste Single ausgekoppelt und erreichte Platz 50 der amerikanischen Billboard Hot 100.

### Garth Brooks
Der amerikanische Country-Sänger Garth Brooks coverte das Lied unter dem Titel To Make You Feel My Love. Es erschien auf dem Soundtrack-Album zum Film Hope Floats aus dem Jahr 1998. Auf diesem Album ist auch eine Coverversion von Trisha Yearwood enthalten. Am 18. Mai 1998 wurde Brooks’ Version als Single veröffentlicht; die Version war 1999 für einen in den Kategorien „Best Male Country Vocal Performance“ und „Best Country Song“ Grammy nominiert und die Auskopplung erreichte Platz 1 der amerikanischen Country-Charts.

### Adele
2008 coverte die britische Sängerin Adele das Stück. Make You Feel My Love wurde am 27. Oktober 2008 als vierte und letzte Single ihres Nummer-eins-Debütalbums 19 veröffentlicht.
Nachdem das Lied 2010 bei The X Factor gesungen worden war, stieg Adeles Version am 3. Oktober 2010 auf Platz 4 der britischen Charts. In Irland erreichte die Version 2008 Platz 26, 2010 Platz 5 und nach der Verwendung des Titels 2011 bei Dancing on Ice erreichte sie Platz 7. 2011 wurde Make You Feel My Love in Großbritannien mit Gold ausgezeichnet.
Chartplatzierungen
| ChartsChartplatzierungen     | Höchstplatzierung | Wochen |
| ---------------------------- | ----------------- | ------ |
| Vereinigtes Königreich (OCC) | 4 (73 Wo.)        | 73     |

Auszeichnungen für Musikverkäufe

| Land/Region                  | Auszeichnungen für Musikverkäufe (Land/Region, Auszeichnung, Verkäufe) | Verkäufe  |
| ---------------------------- | ---------------------------------------------------------------------- | --------- |
| Belgien (BRMA)               | Gold                                                                   | 15.000    |
| Brasilien (PMB)              | Gold                                                                   | 30.000    |
| Dänemark (IFPI)              | Platin                                                                 | 90.000    |
| Italien (FIMI)               | Platin                                                                 | 50.000    |
| Kanada (MC)                  | 5× Platin                                                              | 400.000   |
| Neuseeland (RMNZ)            | 4× Platin                                                              | 120.000   |
| Spanien (Promusicae)         | Platin                                                                 | 60.000    |
| Vereinigte Staaten (RIAA)    | Gold                                                                   | 500.000   |
| Vereinigtes Königreich (BPI) | 4× Platin                                                              | 2.400.000 |
| Insgesamt                    | 3× Gold · 16× Platin ·                                                 | 3.665.000 |

Hauptartikel: Adele (Sängerin)/Auszeichnungen für Musikverkäufe

### Weitere Coverversionen
Make You Feel My Love wurde auch von Joan Osborne, Josh Kelley, Trisha Yearwood, Neil Diamond, Shawn Colvin, Luka Bloom, Timothy B. Schmit, Ronan Keating, Bryan Ferry, Mary Black, Phil Keaggy, P!nk, Taylor Hicks, Kris Allen, Maria Muldaur und dem Schauspieler Jeremy Irons gecovert.